# Estación Maza
Maza es una estación ferroviaria ubicada en la localidad de Villa Maza, partido de Adolfo Alsina, Provincia de Buenos Aires, Argentina.

## Ubicación geográfica
La estación se encuentra a 582 km de la Ciudad Autónoma de Buenos Aires, y a 56 km de la localidad de Rivera.

## Servicios
No presta servicios de pasajeros. Sus vías están concesionadas a la empresa de cargas Ferroexpreso Pampeano